# Thorma János
Thorma János (Kiskunhalas, 1870. április 24. – Nagybánya, 1937. december 5.) magyar festő, a nagybányai művésztelep alapítója és egyik jellegzetes mestere, életművén több stílusirány követhető nyomon, a naturalizmus, a történelmi festészet, a romantikus realizmus és a sajátos nagybányai posztimpresszionizmus.

## Családja
Kisnemesi családból származott. Jászberényben gyerekeskedett, de gyakran volt Kiskunhalason is a szülői házban. 1884-től lakott Nagybányán. A tehetséges festőművészt fiatal korában unokabátyja, Vári Szabó István is támogatta. Később Thorma János a Nagybányai művésztelep egyik jeles mestere lett, számos tanítványa volt, köztük Shakirov Sebestyén, Szabó Vera.

## Festői pályája
A Mintarajziskolában Székely Bertalan volt a mestere, majd 1888-ban Münchenben Hollósy Simon köréhez kapcsolódott. 1891-ben festette első jeles képét, a Szenvedőket, a képen megmutatkozik finom naturalizmusa. 1892-ben Párizsban tanult (Julian Akadémia).

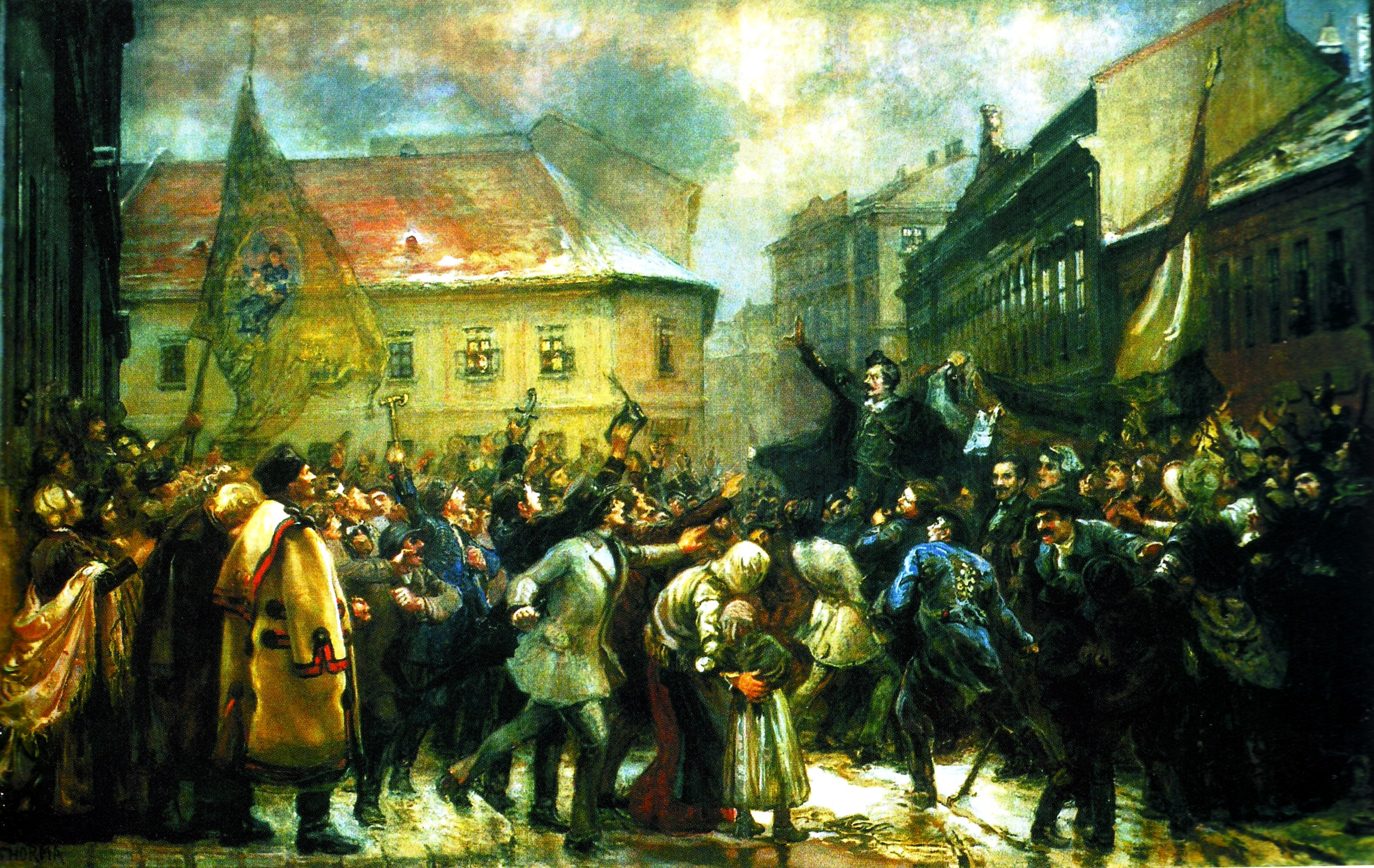
Talpra magyar

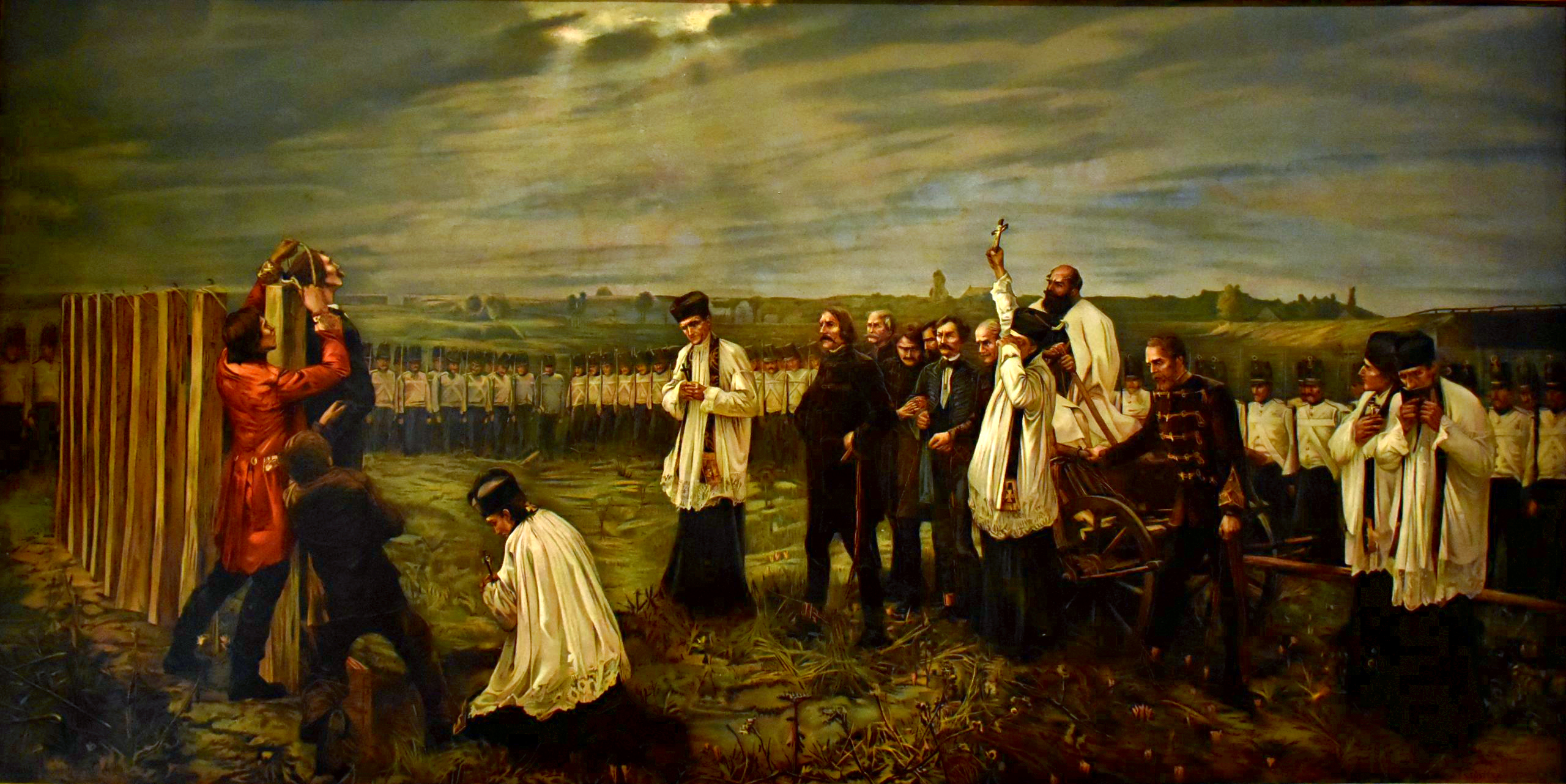
Aradi vértanúk, október hatodika

A magyar honfoglalás 1000 éves évfordulójára készítette Aradi vértanúk, október hatodika c. remekbe sikerült kompozícióját. Ez a kiegyensúlyozott és megható történelmi festmény egyből ismertté tette annak ellenére, hogy Ferenc Józsefre való tekintettel nem hivatalosan állították ki, hanem külön. Így is felfigyelt rá Munkácsy Mihály (akinek nagy tisztelője volt), s megjegyezte, hogy „könnyű a hírnevet megszerezni, de meg is kell azt tudni tartani, az a nehezebb” A Trianon után történelmi festményeit Magyarországon, Debrecenben raktározta. 1929-ben engedélyt kapott a román kormánytól arra, hogy történelmi festményeit hazavigye Nagybányára, mondván a művészetben nem tekintenek politikai szempontokra. Közben a nagy sikert aratott Aradi vértanúkat gróf Klebelsberg Kuno kultuszminiszter – Petrovics Elek javaslatára – megvásárolta az államnak, így az a Történelmi Képtárba került. Napjainkban az Aradi vértanúk c. hatalmas tabló a Magyar Nemzeti Galéria tulajdonában van, de a kiskunhalasi Thorma János Múzeum állítja ki és őrzi nagy gondossággal és tisztelettel, ott tekinthető meg a kép eredetiben Thorma sok más képével együtt. Esztétikailag e kép a múzeum legnagyobb értéke, méltán büszkék a halasiak az ő szülöttjük művészetére.
Többé nem sikerült hasonlatosan kiváló történelmi művet alkotnia, pedig kísérletezett vele, talán túl sok időt és energiát is szánt rá. 1896-ban, a millenniumi ünnepségek után Hollósy Simon vezetése mellett Réti Istvánnal, Ferenczy Károllyal, Iványi-Grünwald Bélával létrehozta a nagybányai festőiskolát, 1919 után ő tartotta a széjjelhulló iskolában a lelket, mestere volt számos fiatal festőnek, ő fedezte fel a fiatal Maticska Jenő tehetségét, Réti Istvánnal együtt mestere volt Szolnay Sándornak.
Sokoldalú témaválasztása, a festészeti műfajokban való otthonossága szép munkákat hozott ki keze alól, életképeket, portrékat, aktképeket, csendéleteket tájképeket, figurális tájképeket. 1903-ban festett Október elsején c. életképéért Münchenben és a saint-louisi világkiállításon nagy aranyérmet kapott.
Sokszor kivilágosodott, gazdag színvilág tárul elénk az ő nagybányai képein. 1929-ben megnősült, öt évi ismeretség után Kiss Margit festőnőt vette feleségül.
1937-ben Nagybányán érte a halál. A nagybányai református temetőben helyezték örök nyugalomra, a Zazar-patak jobb partján a Virághegy alsó lejtőin.

## Jeles művei
- Szenvedők (1891) olaj, vászon, 250×300 cm (MNG)
- Bilcz Irén képmása (1892) olaj, vászon, 111×97 cm (MNG)
- Aradi vértanúk, október hatodika (1893-1896) olaj, vászon, 350×633 cm (MNG, letétben Thorma János Múzeum, Kiskunhalas)
- Talpra magyar (1898-1937) olaj, vászon, 400×600 cm (MNG, letétben Thorma János Múzeum, Kiskunhalas) Befejezetlen alkotás
- Békesség nektek c. Krisztus–kép (1897) (Móra Ferenc Múzeum, Szeged)
- Kocsisok közt (1902) olaj, vászon 100×120 cm (MNG)
- Október elsején (1903) olaj, vászon 154,5×215 cm (MNG)
- Kártyázók (1904)
- Cigányok (1905)
- Önarckép (1910) olaj, vászon 50×45 cm (MNG)
- Borsót fejtő parasztember (1910) olaj, vászon, 70×61,5 cm (MNG)
- Ibolyaszedők (1920) olaj, vászon 73,5×100,5 cm (MNG)
- Őszi táj (1920) olaj, karton, 69,5×100 cm (Máramaros Megyei Múzeum, Nagybánya)
- Borús időben (1920-as évek) olaj, vászon 80×105 cm (magántulajdonban)
- Majális (1921)
- Bódító virágözön (1928) olaj, karton, 57,5×66,5 cm (magántulajdonban)
- Tavasz Nagybányán (1930) körül olaj, vászon, 75×88 cm (magántulajdonban)
- Női akt kék háttérrel (1930-as évek) olaj, vászon, 80×100 cm (magántulajdonban)
- Festőnő (1934) olaj, vászon 100×80 cm (Thorma János Múzeum, Kiskunhalas)

## Szövegkiadások
- Thorma Gábor: A Thorma család krónikája. A Thorma és a rokon családok története a 17-20. században; Thorma Gábor–Thorma János Múzeum–Halasi Múzeum Alapítvány, München–Kiskunhalas, 2012 (Thorma János Múzeum könyvei)
- Kiskunhalastól Nagybányáig. Thorma János levelezéséből; vál., jegyz., utószó Sümegi György; Thorma János Múzeum–Halasi Múzeum Alapítvány, Kiskunhalas, 2012 (Thorma János Múzeum könyvei)
- Kiskunhalastól Nagybányáig 2. Dokumentumok Thorma János munkásságához és a nagybányai művésztelephez; vál., jegyz., utószó Sümegi György; Thorma János Múzeum–Halasi Múzeum Alapítvány, Kiskunhalas, 2016 (Thorma János Múzeum könyvei)

## Galéria

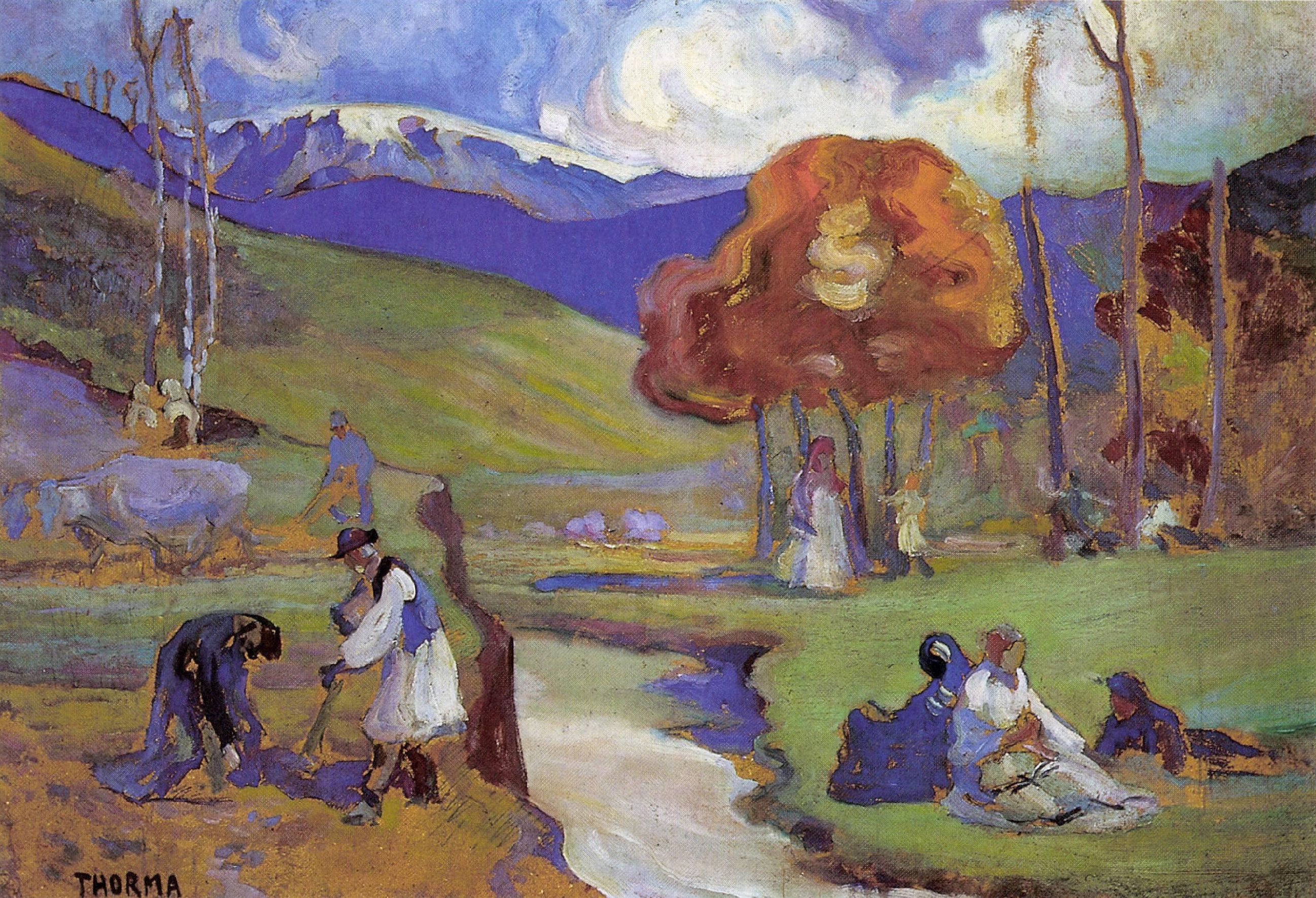
Őszi táj (1920)
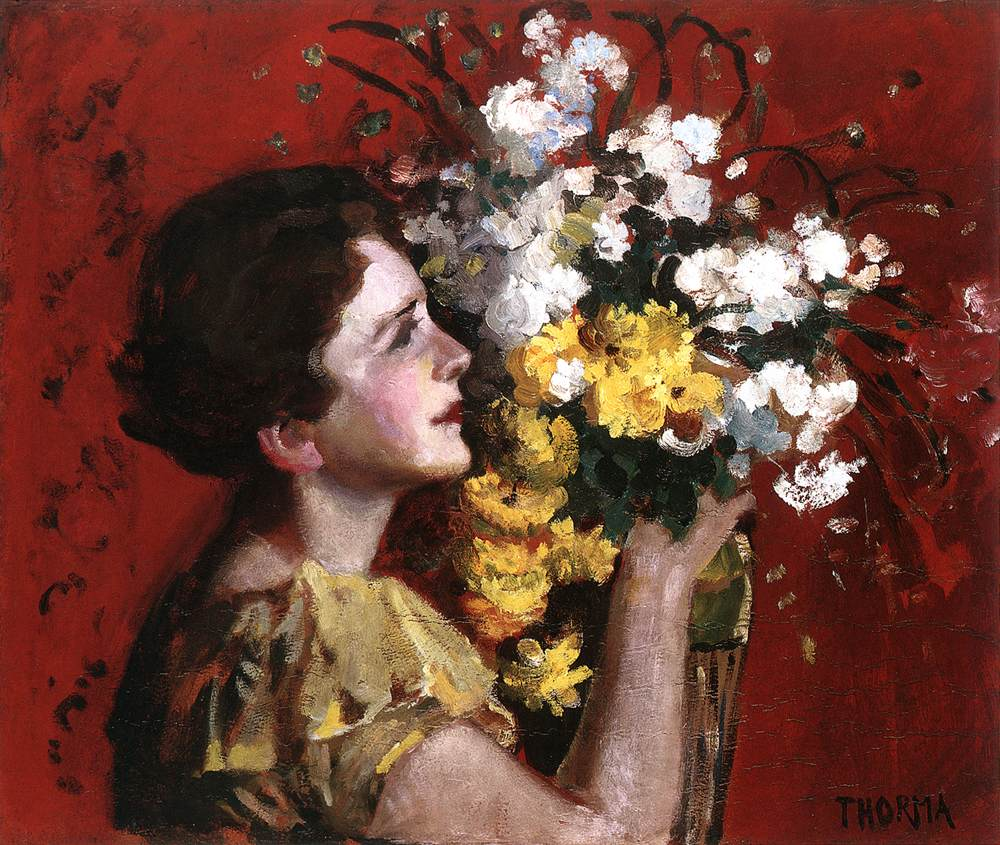
Bódító virágözön (1928)
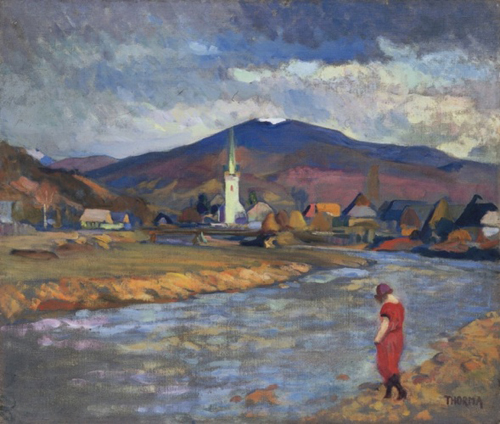
Tavasz Nagybányán (1930 körül)
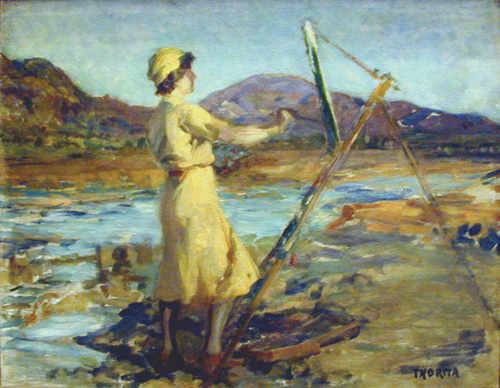
Festőnő (1934)